# Štakorovec
Štakorovec is een plaats in de gemeente Brckovljani in de Kroatische provincie Zagreb. De plaats telt 281 inwoners (2001).